# Rachispoda anceps
Rachispoda anceps är en tvåvingeart som först beskrevs av Christian Stenhammar 1855.  Rachispoda anceps ingår i släktet Rachispoda, och familjen hoppflugor. Arten är reproducerande i Sverige.